# Comuna de Lubomia
Lubomia (polaco: Gmina Lubomia) é uma gminy (comuna) na Polónia, na voivodia de Santa Cruz e no condado de Wodzisławski. A sede do condado é a cidade de Lubomia.
De acordo com os censos de 2004, a comuna tem 8014 habitantes, com uma densidade 191,6 hab/km².

## Área
Estende-se por uma área de 41,83 km², incluindo:
- área agricola: 59%
- área florestal: 13%

## Demografia
Dados de 30 de Junho 2004:
|                      | Total   | Total | Mulheres | Mulheres | Homens  | Homens |
| -------------------- | ------- | ----- | -------- | -------- | ------- | ------ |
|                      | pessoas | %     | pessoas  | %        | pessoas | %      |
| População            | 8014    | 100   | 4102     | 51,2     | 3912    | 48,8   |
| Densidade (pop./km²) | 191,6   | 100   | 98,1     | 98,1     | 93,5    | 93,5   |

De acordo com dados de 2002, o rendimento médio per capita ascendia a 1164,24 zł.

## Comunas vizinhas
- Gorzyce, Kornowac, Krzyżanowice, Pszów, Racibórz, Wodzisław Śląski